# Antonio Di Donna
Antonio Di Donna (* 1. září 1952 Ercolano) je italský římskokatolický duchovní a biskup Acerry.

## Život
Narodil se 1. září 1952 v Ercolanu.
Vstoupil do arcibiskupského semináře v Neapol. Teologické bude získal na Papežské teologické fakultě Jižní Itálie a 14. dubna 1976 byl kardinálem Corradem Ursim vysvěcen na kněze. Působil ve farnosti Nejsvětějšího Růžence v rodném městě. Později obdržel na Papežské salesiánské univerzitě doktorát z teologie. Od roku 1978 vyučoval na Papežské teologické fakultě pastorální teologii a akademickou činnost vykonával na dalších teologických institutech.
V letech 1993–2007 sloužil ve farnosti Santa Maria della Natività e di San Ciro v Portici. V rámci diecézní správy zastával následující funkce: ředitel katechetického úřadu, okrskový vikář, odpovědný pracovník za formaci v semináři a biskupský vikář pro pastoraci.
Dne 4. října 2007 jej papež Benedikt XVI. jmenoval pomocným biskupem neapolské arcidiecéze a titulárním biskupem z Castellum v Numidii. Biskupské svěcení přijal 11. listopadu z rukou kardinála Crescenzia Sepe a spolusvětiteli byli biskup Francescantonio Nolè a biskup Filippo Iannone. Dne 18. září 2013 byl převeden si úřadu biskupa diecéze Acerra.